# ئیاری لیمون
ئیاری لیمون (انگلیسی: Iyari Limon؛ زادهٔ ۸ ژوئیهٔ ۱۹۷۶) یک هنرپیشه اهل مکزیک و ایالات متحده آمریکا است.

## گزیدهٔ آثار

### تلویزیون
- وی‌اچ‌یس (۲۰۱۲)
- نمایش درو کری (۲۰۰۴)
- بافی قاتل خون‌آشام‌ها (۲۰۰۳–۲۰۰۲)
- بخش فوریت‌های پزشکی (۱۹۹۵)

### بازی‌های ویدئویی
- فضای مرده (۲۰۰۸)